# دايهايدروأرتيميسينين / بيبيراكوين
```
دايهايدروأرتيميسينين / بيبيراكوين
 (
DHA/PPQ
) هو دواء تركيبته ثابتة الجرعة ويستخدم في علاج الملاريا. 
[
1
]
 وهو مزيج من ثنائي هيدروأرتميسينين وبيبيراكوين.
[
1
]
 على وجه التحديد يتم استخدامه للملاريا من نوع P. falciparum وأنواع P. vivax.
[
1
]
 و يؤخذ عن طريق الفم. 
[
2
]
```

الآثار الجانبية غير شائعة.  وتشمل المخاوف إمكانية تمديد QT.  و الإصدارات متاحة للاستخدام في الأطفال.  لا ينصح بالاستخدام في مرحلة مبكرة من الحمل.  و يعمل الدواءان من خلال آليات مختلفة. 
تمت الموافقة على دايهايدروأرتيميسينين / بيبيراكوين للاستخدام الطبي في أوروبا في عام 2011. و هو على قائمة الأدوية الأساسية لمنظمة الصحة العالمية، الأدوية الأكثر فعالية وآمنا المطلوبة في النظام الصحي.  في حين كانت متاحة لحوالي 6 دولارات أمريكية لكل دورة علاجية، فإن الجهود جارية حتى عام 2010 لتقليل سعر الدولار الواحد لكل دورة.  وهي متاحة تجاريا في أفريقيا وآسيا.  وقد استخدم لعلاج أكثر من 4.5 مليون شخص في عام 2017. 

## خصائص الدواء
دايهايدروأرتيميسينين (المعروف أيضا باسم دايهايدروكينغاسو، أرتينيمول أو DHA) هو دواء يستخدم لعلاج الملاريا. و هو ناتج الأيض النشط لجميع مركبات الأرتيميسينين (الأرتيميسينين، الأرتيسونات ، أرتيميثير، إلخ) وهو متوفر أيضا كدواء في حد ذاته. وهو مشتق شبه اصطناعي من مادة الأرتيميسينين ويستخدم على نطاق واسع كمتوسط في تحضير الأدوية المضادة للملاريا المشتقة من مادة الأرتيميسينين الأخرى.
بيبيراكوين هو دواء مضاد للملاريا، وهو دواء بيسكينول استخدم أول مرة في الستينات، ويستخدم على نطاق واسع في الصين والهند الصينية كعلاج وقائي خلال العشرين سنة القادمة. وقد انخفض الاستخدام في الثمانينيات عندما كانت سلالات P. falciparum المقاومة لل بيبيراكوين قد نشأت وأصبحت مضادات الملاريا المستندة إلى مادة الأرتيميسينين متاحة. مجموعة دايهيدروارتيميسينين-بيبيراكوين هي مضاد فعال للملاريا يستخدم على نطاق واسع في جميع أنحاء العالم. في جنوب شرق آسيا، حيث ظهرت المقاومة نحو كل من الأرتيميسينين وبيبيراكوين، تتم تجربة هذا المركب مع عقار ثالث، وهو الميفلوكين. 
يتميز بيبيراكوين بامتصاص بطيء ونصف عمر بيولوجي طويل، مما يجعله شريكا جيدا مع مشتقات الأرتيميسينين التي تتصرف بسرعة ولكن لها نصف عمر بيولوجي قصير.

## المجتمع والثقافة
هذا المنتج متوفر في سوق العديد من البلدان:
- أرتكين (هولليكين)
- يورارتيسيم (سيغما تاو، من خلال ممارسات التصنيع الجيدة)
- ديفوس (Genix Pharma)
- تيميكوين (SAMI Pharma)
- دوكوتيكشين (هوللي فارم)
- ملاكور (صيدلانيات الدر لمختبرات SALVAT)
- ريدمال (أجانتا فارما ليميتد)